# Stefan Pokorski
Stefan Pokorski (ur. 3 lipca 1942 w Młotkowicach) – polski fizyk teoretyk (specjalność: teoria cząstek i oddziaływań elementarnych), profesor Instytutu Fizyki Teoretycznej Uniwersytetu Warszawskiego, członek rzeczywisty Polskiej Akademii Nauk, członek czynny Polskiej Akademii Umiejętności, członek zwyczajny  Towarzystwa Naukowego Warszawskiego.

## Dorobek naukowy
Stworzył warszawską szkołę teorii oddziaływań elementarnych. Jego główne osiągnięcia naukowe dotyczą:
- modeli fenomenologicznych produkcji wielocząstkowej w oddziaływaniach silnych,
- zastosowań metod perturbacyjnych w chromodynamice kwantowej,
- badania spontanicznego naruszenia symetrii elektrosłabej w teorii supersymetrycznej,
- rozwinięcia formalizmu do dokładnego testowania modeli supersymetrycznych,
- obliczeń poprawek kwantowych do mas i kątów mieszania neutrin,
- idei dekonstrukcji dodatkowych (skompaktyfikowanych) wymiarów.

Jest autorem około 200 publikacji naukowych, w tym anglojęzycznej monografii Gauge Field Theories (Cambridge University Press, 1987, 2000).

## Nagrody i wyróżnienia
W 2003 otrzymał Medal Mariana Smoluchowskiego. W 2013 wyróżniony Nagrodą Prezesa Rady Ministrów „Za osiągnięcia naukowe lub artystyczne w tym za wybitny dorobek naukowy lub artystyczny” (przyznana w 2013 za rok 2012). W 2002 otrzymał Krzyż Oficerski Orderu Odrodzenia Polski.